# Estação Magòria-La Campana
Magòria-La Campana (Metro de Barcelona) é uma estação da linha Linha 8 do Metro de Barcelona.

## Facilidades
- acesso a telefone celular;
- Barcelona;  Espanha,  Catalunha.